# Dijen Kumar Ray-Chaudhuri
Dwijendra Kumar Ray-Chaudhuri (Narayanganj, Índia britânica, 1 de novembro de 1933) é um matemático indiano, professor emérito da Universidade Estadual de Ohio. Juntamente com seu aluno Richard Michael Wilson resolveu o problema das colegiais de Kirkman em 1968.
Obteve o mestrado em matemática em 1956 na Universidade de Calcutá e um Ph.D. em combinatória em 1959 na Universidade da Carolina do Norte em Chapel Hill, orientado por Raj Chandra Bose.

## Publicações selecionadas
- Raj Chandra Bose e D. K. Ray-Chaudhuri: On a class of error correcting binary group codes. Information and Control 3(1): 68-79 (March 1960).
- C. T. Abraham, S. P Ghosh and D. K. Ray-Chaudhuri: File organization schemes based on finite geometries. Information and control, 1968.
- D. K. Ray-Chaudhuri e R. M. Wilson: Solution of Kirkman's schoolgirl problem. Proc. symp. pure Math, 1971.
- D. K. Ray-Chaudhuri e R. M. Wilson: On t-designs. Osaka Journal of Mathematics 1975.